# Opmaat

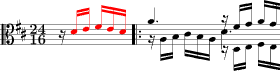
Opmaat, BWV 736

Een opmaat of anacrouse is een muziekterm waarmee die onbeklemtoonde muzieknoten bedoeld worden die in een thema gespeeld worden vóór de eerste beklemtoonde noot van de volgende maat. De opmaat leidt muzikaal in de richting van de eerste tel van de erop volgende maat.
In het bijzonder wordt met opmaat de onvolledige maat aan het begin van een muziekstuk bedoeld. De opmaat wordt veelal gecompenseerd door de ontbrekende beginlengte aan het einde van het stuk als laatste maat toe te voegen, zodat laatste en eerste maat samen weer precies de lengte van één maat hebben.
Door strijkers wordt de opmaat meestal gespeeld met een opwaartse beweging van de strijkstok.

## Trivia
- De term opmaat wordt ook figuurlijk gebruikt. Een bepaalde, kleine gebeurtenis kan een opmaat zijn tot iets veel groters.